# La Chapelle-au-Moine
La Chapelle-au-Moine è un comune francese di 614 abitanti situato nel dipartimento dell'Orne nella regione della Normandia.

## Società

### Evoluzione demografica
Abitanti censiti